# Деніель Імгоф
Деніель Імгоф (англ. Daniel Imhof, нар. 22 листопада 1977, Віль) — швейцарський і канадський футболіст, що грав на позиції півзахисника, зокрема за швейцарський «Санкт-Галлен», німецький «Бохум» та національну збірну Канади.

## Клубна кар'єра
Народився 1977 року у швейцарському Вілі. У чотирирічному віці переїхав з родиною до Канади, де зростав у Смітерсі, Британська Колумбія. Навчався в місцевому університеті й активно займався футболом.
1998 року повернувся до рідної Швейцарії у спробі розпочати професійну футбольну кар'єру. Пройшов перегляд у «Вілі», друголіговому клубі зі свого рідного міста, зумів зацікавити головного тренера Марселя Коллера й уклав перший професійний контракт.
Відіграв за «Віль» півтора року, після чого на початку 2000 року поїхав за Коллером до його нового клубу «Санкт-Галлена». За результатами сезону 1999/2000 здобув титул чемпіона Швейцарії. Згодом відіграв за цю команду ще п'ять сезонів.
Влітку 2995 року за 500 тисяч євро перейшов до німецького «Бохума». Відіграв за бохумський клуб наступні п'ять сезонів своєї спортивної кар'єри.
Завершував ігрову кар'єру в «Санкт-Галлені», до складу якого повернувся 2010 року і де грав до припинення виступів на професійному рівні у 2012 році.

## Виступи за збірну
2000 року дебютував в офіційних матчах у складі національної збірної Канади.
У складі збірної був учасником розіграшу Кубка конфедерацій 2001 року в Японії і Південній Кореї, розіграшу Золотого кубка КОНКАКАФ 2002 року у США, на якому команда здобула бронзові нагороди, а також розіграшу Золотого кубка КОНКАКАФ 2003 року у США та Мексиці.
Загалом протягом кар'єри в національній команді, яка тривала 9 років, провів у її формі 35 матчів.

## Титули і досягнення
- Чемпіон Швейцарії (1):

«Санкт-Галлен»: 1999/2000